# Music for the Jilted Generation
Music for the Jilted Generation је други албум рејв групе The Prodigy. Албум је издат у 14. јула 1994. за XL Recordings. Доспео је на прво место британске топ-листе најбољих албума.

## Подаци о албуму
(слоб. прев. Музика за изневерену генерацију) почиње интроом: И тако, одлучио сам да свој рад вратим у подземље — како бих спречио да падне у погрешне руке. Тринаест песама са хип-хоп, рок, амбијенталним, хард денс, понегде и џез звуком (3 Kilos) стале су на 79 минута албума који је након изласка одмах доспео на прво место топ-листа. За само три недеље продато је 100.000 примерака, а за два месеца надмашио је албум Experience. Након пет месеци продато је пола милиона копија. Номинован је за награду Mercury Music, а по многима је проглашен за албум године. Лијам је овим албумом хтео да потврди своју оданост британској рејв сцени, која се спремала да буде угушена, што је пропраћено бројним обећањима о „антирејв“ законима који су били на видику. На задњој страни буклета налазила се реченица:
— 30px, in Реченица са омота албума, 30п
У слободном преводу: „Како влада може да спречи људе да се забављају? Борите се против тих јајара.“ Лијам је касније образложио да албум представља протест против закона којим је британска влада полицији дала већа овлашћења против рејвера. Називом албума желео је да поручи како је британска влада издала/изневерила младе, а на његовим средњим странама налазила се метафорична слика која то илуструје. 

## Назив албума
Лијам је у почетку хтео да назове албум Music for the Cool Young Juvenile (слоб. прев. Музика за младе опуштене малолетнике) или Music for Joyriders (Музика за оне који воле добру забаву), али није био потпуно задовољан ниједним, све док на послетку његов пријатељ смислио је назив Music for the Jilted Generation.

## Списак песама
1. (Лијам Хаулет) – :45
2. (Лијам Хаулет) – 8:24
3. (Лијам Хаулет/Pop Will Eat Itself) – 6:40
4. (Лијам Хаулет) – 5:02
5. (Лијам Хаулет) – 6:27
6. (Лијам Хаулет) – 8:56
7. (Лијам Хаулет) – 4:27
8. (Лијам Хаулет/Максим Ријалити) – 6:42
9. (Лијам Хаулет) – 6:17
10. (Лијам Хаулет) – 3:53
11. (Лијам Хаулет) – 7:25
12. (Лијам Хаулет) – 5:56
13. (Лијам Хаулет) – 7:13

## Синглови

### 
За више информација види 
Октобар 1993. — Лијам Хаулет је првобитно издао песме One Love и One Love (Jonny L Remix) као две 12" беле етикете, под називом Earthbound 1 и Earthbound 2, као одговор растуће критике музичке заједнице како се Prodigy „продао“ поставши потпуно комерцијалан. Доспео је на #8 топ-листе синглова у УК.
За више информација види 
16. мај 1994. — Доспео је на #4 топ-листе синглова у УК. Оригинални семпл You're no good for me, I don't need nobody преузет је од Kelly Charles са сингла You're No Good For Me (1987, London Records LONX153). Лијам Хаулет размишљао је да ли да искористи семпл јер је мислио да је превише поп.

### Voodoo People
За више информација види 
Август 1994. — Доспео је на #13 топ-листе синглова у УК. У британском издању, налазио се ремикс групе The Chemical Brothers који су се тада називали The Dust Brothers у част америчког продуцентског двојца истог имена. Када је Voodoo People требало да буде издат у САД, амерички бенд Dust Brothers запретило је тужбом уколико не промене име. Због тога су га променили у The Chemical Brothers — име под којим су постали у целом свету.

### Poison
За више информација види 
6. март 1995. — Прво издање појавило се у облику 12" винил плоче. То је био четврти сингл са овог и први на коме су садржај 12" винил плоче и CD сингла били идентични. Доспео је на #15 топ-листе синглова у УК. 

## На албуму су учествовали
- Лијам Хаулет - Извођач, продуцент (на песмама 1, 2, 3, 6, 8, 11, 12 и 13) за Earthbound Studios, ко-продуцент (осталих песама) за
- Мил Меклилан - Ко-продуцент (на песмама 4, 5, 7, 9 и 10) за
- Максим Ријалити - Вокал на песми
- - Извођач на песми
- Фил Бент - Флаута
- Ленс Ридлер - Гитара на песми Voodoo People (Лијам је првобитно семпловао песму Very Ape групе , али је касније замолио Ридлера да уради гитарски риф.)
- семпл:   на
- семпл:   на
- семпл: Ратови звезда IV: Нова нада We're going in Full Throttle замењено на